# دهه ۸۶۰ (میلادی)
دهه ۸۶۰ (میلادی) دهه هشتاد و ششم تقویم میلادی است.

## درگذشتگان
‎